# Daniel Willems
Daniel "Danny" Willems, född den 16 augusti 1956 i Herentals, död den 2 september 2016 i Vorselaar, var en belgisk landsvägscyklist som var professionell från 1978 till 1985. Hans bästa år var 1979 med totalsegrar i Dunkerques fyradagars och Belgien runt samt därtill vinster i Rund um den Henninger Turm, Scheldeprijs och Brabantse Pijl, vilket gav honom en sjätteplats i slutställningen i den inofficiella världscupen Super Prestige Pernod. Senare i karriären vann han också Paris–Tours 1980, La Flèche Wallonne 1981 och fyra etapper i Tour de France  (två vardera 1981 och 1982).
Som amatör ingick Willems i det belgiska lagtempolaget som kom på trettonde plats vid Olympiska spelen 1976 i Montreal (tillsammans med Alfons De Wolf, Dirk Heirweg och Frank Hoste).

## Meriter
| 1978 Vinnare av Kampioenschap van Vlaanderen Vinnare av Herinneringsprijs Dokter Tistaert – Prijs Groot-Zottegem 2:a i GP Union Dortmund 3:a i Hyon-Mons 7:a totalt i Ronde van Nederland 1979 Vinnare totalt av Dunkerques fyradagars Vinnare totalt av Belgien runt Vinnare av etapp 4b (ITT) Vinnare av Rund um den Henninger Turm Vinnare av Scheldeprijs Vinnare av Brabantse Pijl Vinnare av Omloop van Oost-Vlaanderen Vinnare av Polder-Kempen 2:a totalt i Vuelta a Andalucia 2:a i Critérium des As 3:a totalt i Ronde van Nederland Vinnare av poängtävlingen 3:a i Flandern runt 3:a i Liège–Bastogne–Liège 4:a i Paris–Tours 4:a i Circuit des Frontières 5:a totalt i Paris–Nice 5:a totalt i Driedaagse van De Panne-Koksijde 6:a i slutställningen av Super Prestige Pernod 6:a i Züri Metzgete 6:a i Gent–Wevelgem 8:a i Milano–Sanremo 9:a i Grand Prix de Wallonie 1980 Vinnare av Paris–Tours Vinnare totalt av Vuelta a Andalucia Vinnare av etapperna 3 och 5a Vinnare av Ronde van Limburg Vinnare av Circuit de l'Aulne 2:a totalt i Belgien runt Vinnare av etapp 5 2:a i GP Eddy Merckx (ITT) 4:a i Rund um den Henninger Turm 5:a totalt i Tour de Suisse Vinnare av poängtävlingen Vinnare av prologen (ITT) samt etapperna 1, 2, 3, 4 och 5 (ITT) 5:a i Züri Metzgete 7:a i Paris–Roubaix 7:a i Amstel Gold Race 8:a i Grand Prix de Wallonie 9:a totalt i Tour de Romandie 9:a i Tour du Haut Var | 1981 Vinnare av La Flèche Wallonne Vinnare av etapperna 11 och 19 i Tour de France Vinnare av Critérium des As Vinnare av Heist-op-den-Berg Vinnare av etapp 1a (ITT) i Belgien runt Vinnare av etapp 3 i GP du Midi-Libre 3:a i Züri Metzgete 3:a i Rund um den Henninger Turm 4:a i GP Eddy Merckx (ITT) 5:a totalt i Setmana Catalana de Ciclisme Vinnare av etapperna 1, 4 och 5 5:a i Omloop van het Leiedal 6:a i Trofeo Laigueglia 6:a totalt i Tour de l'Aude Vinnare av etapp 3 10:a i Flandern runt 10:a i linjeloppvid Belgiska mästerskapen 1982 Vinnare av etapp 3 i Vuelta a Andalucia Vinnare av GP Eddy Merckx (ITT) 2:a totalt i Driedaagse van De Panne-Koksijde Vinnare av etapp 3 2:a i Le Samyn 3:a i E3 Harelbeke 6:a totalt i Tirreno–Adriatico 7:a totalt i Tour de France Vinnare av etapperna 3 och 20 7:a totalt i Dunkerques fyradagars Vinnare av etapp 1 7:a i Brabantse Pijl 8:a i linjeloppvid Belgiska mästerskapen 8:a totalt i Tour de l'Aude 8:a totalt i Tour Midi-Pyrénées Vinnare av etapperna 1 och 2a 1983 2:a i GP Eddy Merckx (ITT) |